# ATX

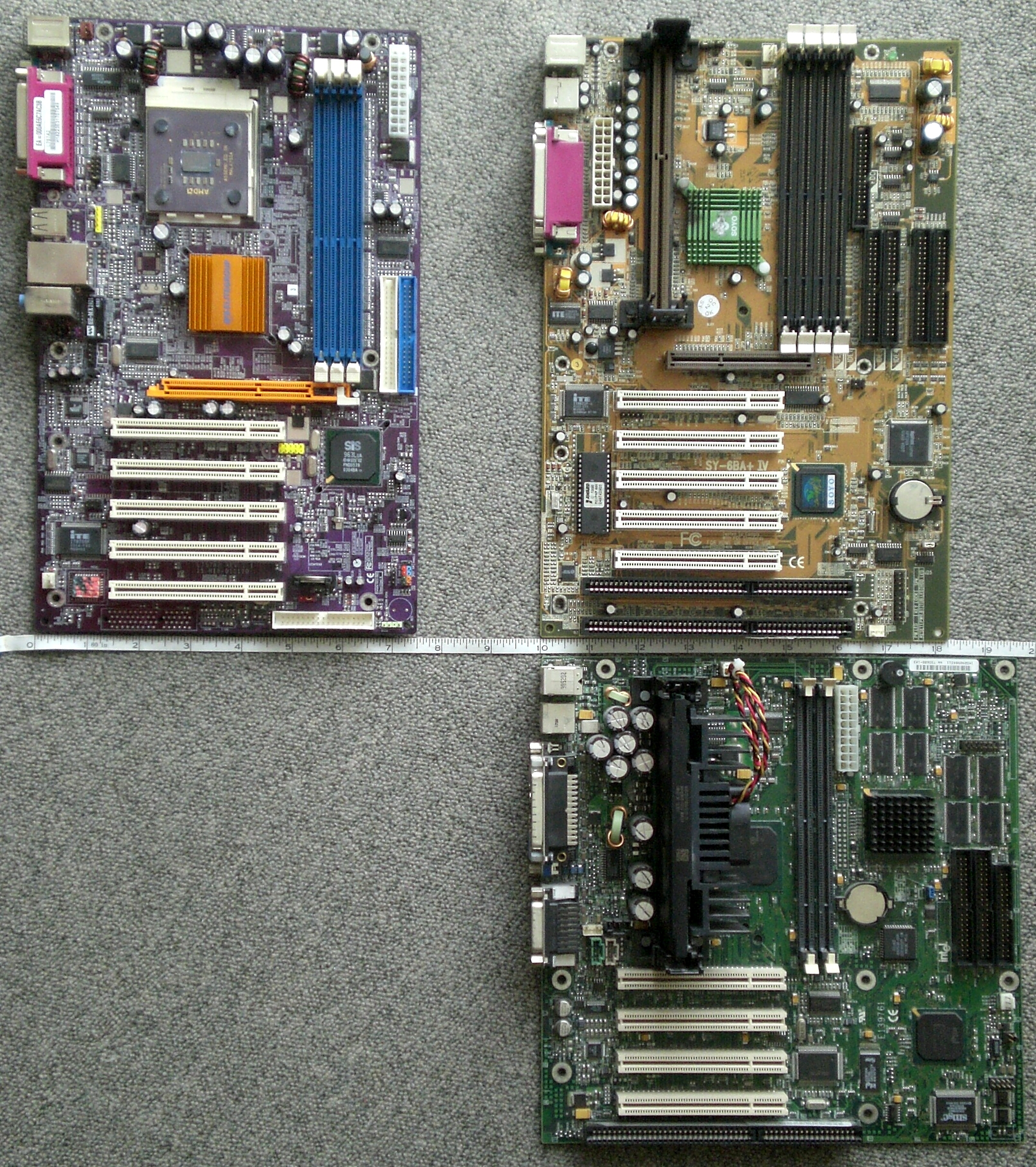
Placa mare ATX i Micro-ATX.

L'ATX (Advanced Technology Extended, en anglès), és un format o factor de forma de les plaques mare de PCs. El format ATX és l'estàndard més estès actualment.

## Història
L'ATX va desenvolupar-se com una evolució del factor de forma AT per a millorar la funcionalitat d'E/S i reduir el cost total del sistema. Aquest factor de forma va ser creat per Intel el 1995 i va ser el primer canvi important en molts anys en les especificacions tècniques del factor de forma de la placa mare, les caixes dels ordinadors i les fonts d'alimentació. La versió més actual és la 2.3 publicada el 2007.

## Especificacions tècniques

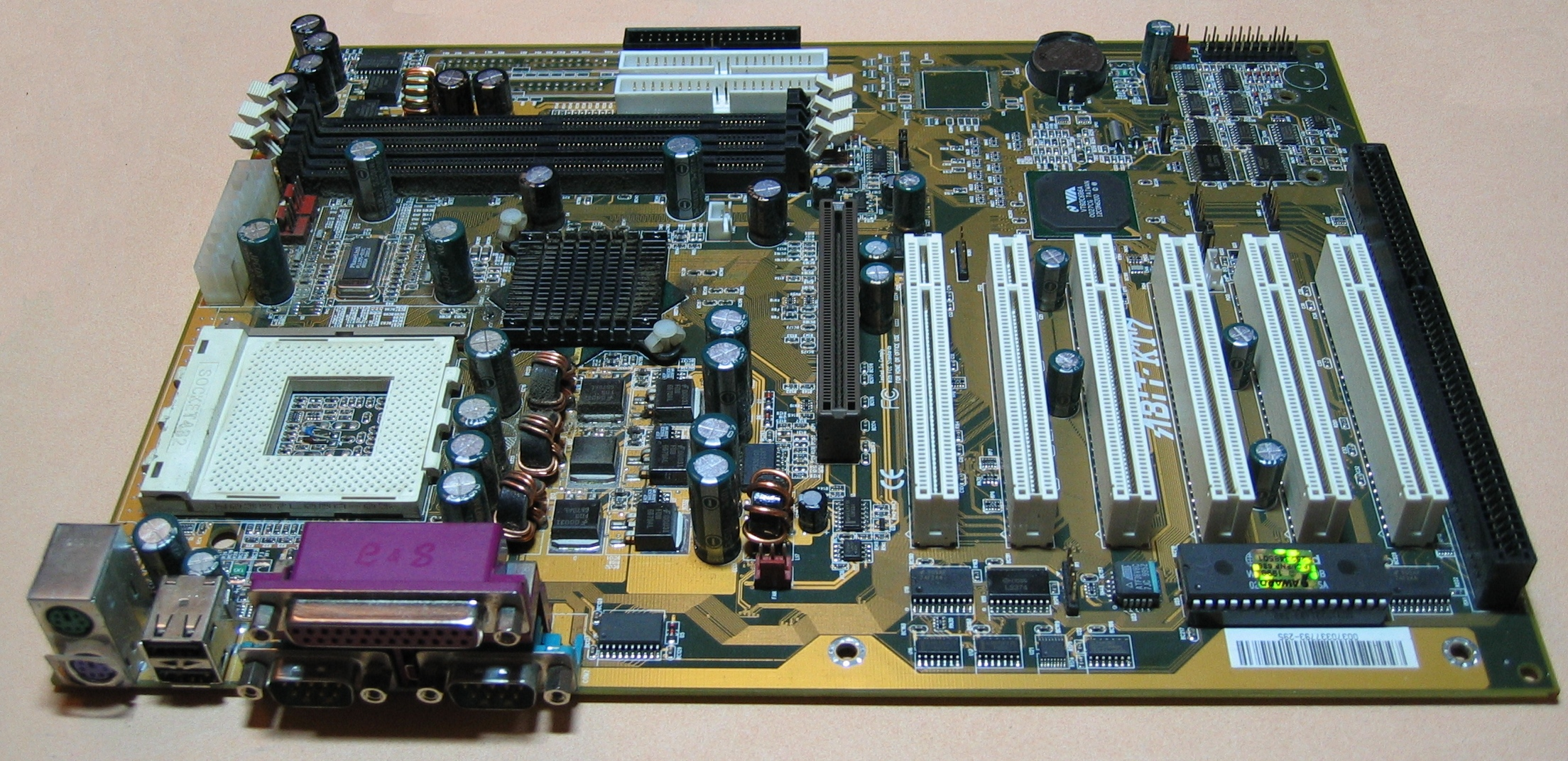
Placa mare ATX

Una placa ATX té una mida de 305 mm x 244 mm (12" x 9.6"). Això determina la mida i forma de les caixes dels ordinadors, podent parlar també de caixa ATX, que també permeten muntar el format microATX.